# Guitté
Guitté är en kommun i departementet Côtes-d'Armor i regionen Bretagne i nordvästra Frankrike. Kommunen ligger i kantonen Caulnes som tillhör arrondissementet Dinan. År 2022 hade Guitté 711 invånare.

## Befolkningsutveckling
Antalet invånare i kommunen Guitté
Referens:INSEE